# 日本共産党（行動派）

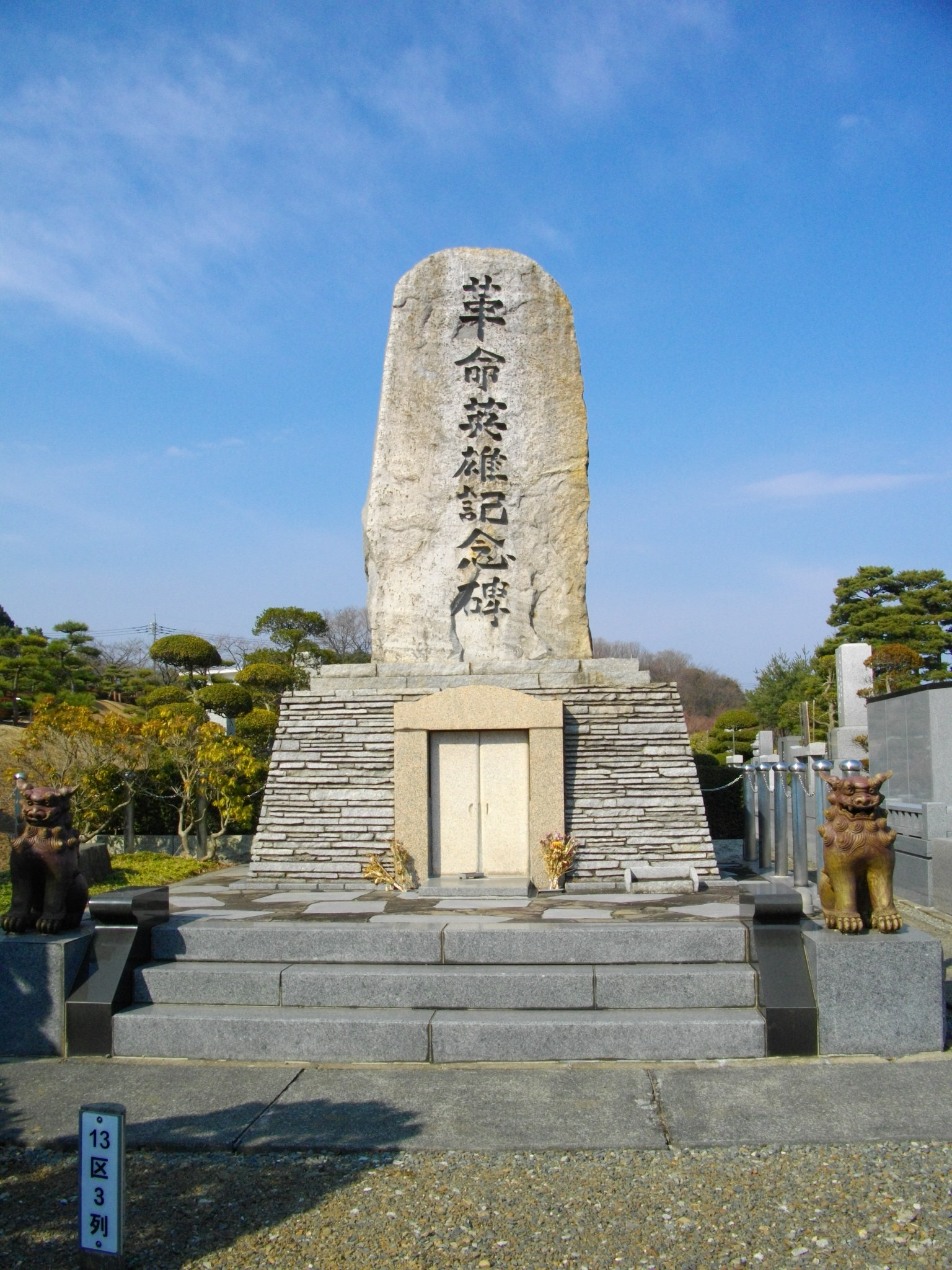
日本共産党（行動派）が建てた革命英雄記念碑

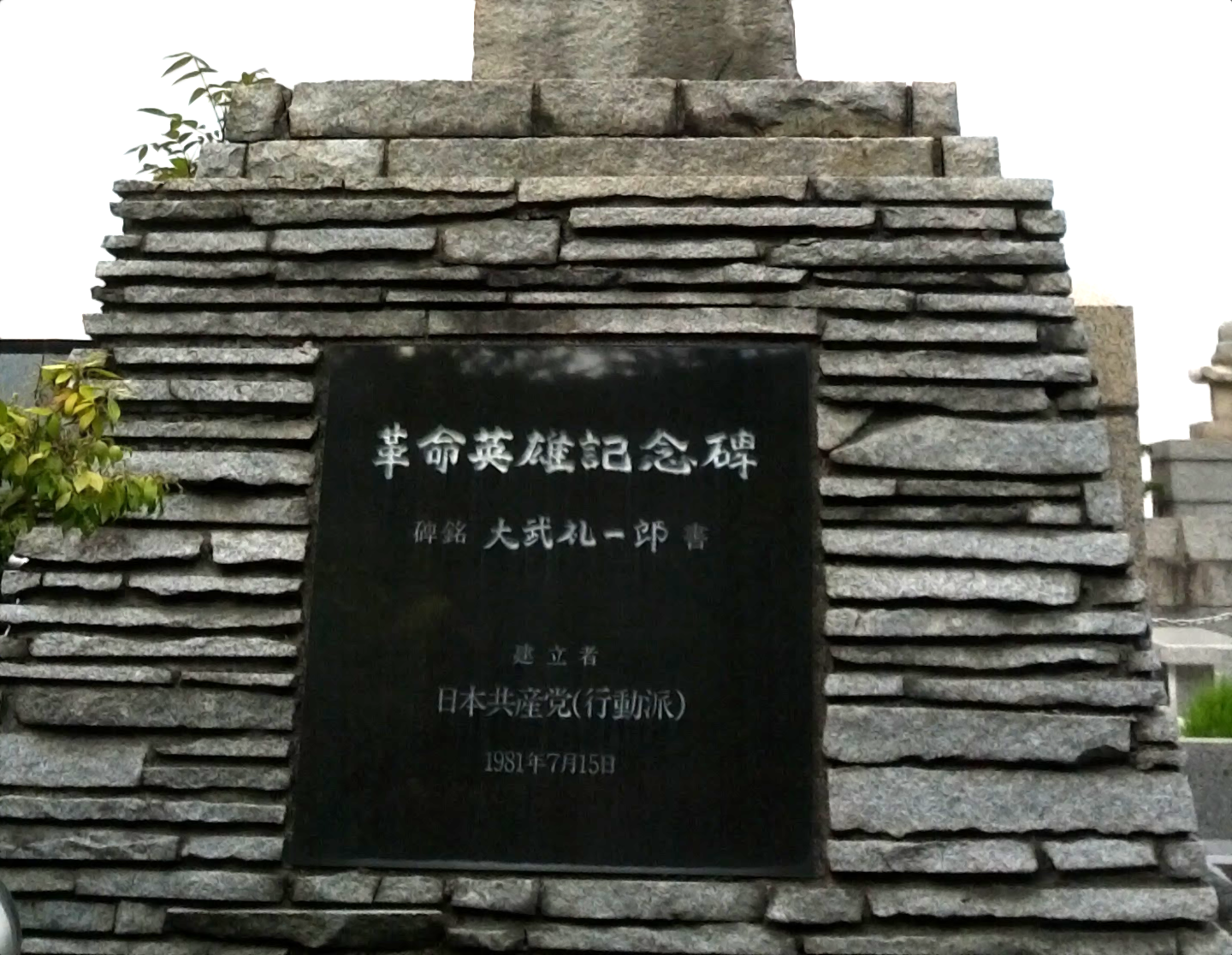
革命英雄記念碑の銘板。「日本共産党(行動派)」の名称が見える

日本共産党（行動派）は、日本の共産主義党派の一つ。下部組織に日本人民戦線がある。

## 沿革
日本共産党（行動派）自身の説明によれば、当時日本共産党関西地方委員会委員で、1955年の六全協以来、「宮本派こそ分派であり、徳田路線を継承すべきである」と主張し指導機関から排除された大武礼一郎（所感派の流れを汲む）が、1958年の日本共産党第7回大会を機に宮本派と袂を分かったのが源流である。大武は1960年代に「プロレタリア革命派」を組織し、「政治メモ」を発行。1967年12月17日に「日本マルクス・レーニン主義運動」第1回全国大会を開催。1980年7月15日に「日本共産党（行動派）」再建大会を開催した。
民青の説明によれば、1956年9月行方をくらまし日本共産党から除名された志田重男の流れを汲む。1965年9月、吉田四郎、上田等らが「日本共産党（解放戦線）」をつくった。翌1966年、「解放戦線」から「日本マルクス・レーニン主義運動」が分離し、1980年7月に「日本マルクス・レーニン主義運動」は「日本共産党（行動派）」になった。しかし、これは事実と異なる。日本共産党（解放戦線）の出版物と、1960年から発行されだした大武の「政治メモ」は、発行形態も内容も異なるものであったので、志田派と大武派が別組織であったことは明白である。
別の説明によれば、日本共産党大阪府委員だった大武礼一郎（本名：首藤恵行）が日本共産党から分かれて結成した「日本共産党（プロレタリア革命派）」(機関紙「前線」)が源流である。その後、「共産主義者同盟戦旗派」から分離した「共産主義者同盟（国際主義派）」と組織統合し、「日本共産党（行動派）」を結成した。
文化大革命時代は中国共産党を支持し、毛沢東主義を掲げて活動していたが、文化大革命終了以後に大武礼一郎に対する極端な個人崇拝を行うようになり、また日本国内の他の毛沢東主義党派への非難を強めていった。1980年代には党運営に対して不満を抱いた一部メンバーが「日本共産党（ボルシェビキ）」を結成して、「日本共産党（行動派）」から離脱した。
暴力団員による不当な行為の防止等に関する法律（暴力団対策法）制定に際しては、右翼団体一水会と共闘関係の軍事組織「統一戦線義勇軍」や、山口組メンバーにより設立された大衆団体「仁侠市民連合」と協力して反対運動を展開した。
八王子にある「革命英雄記念碑」には、日本共産党の戦後の指導者である徳田球一と、「革命的行動派」として草創期の共産党をみちびいた渡辺政之輔、市川正一の「三賢人がここに眠る」と記されている。
徳田球一の夫人徳田たつ、渡辺政之輔の夫人丹野セツなどを党に迎え入れた。

## 思想
党の特徴としてマルクス・レーニン・毛沢東だけでなく、自らを「スターリニスト」であると標榜し、スターリンを公然と礼賛していることである（スターリンに批判的な多くの左翼党派はもちろん、スターリン擁護の立場にある毛派においても、自らを「スターリニスト」と称することはまずない）。

## 機関紙誌
機関紙「アカハタ」のタイトルは、共産党の機関紙「赤旗」が「アカハタ」であったときのものをそのまま流用している。かつて全日本学生自治会総連合に加盟する各自治会に定期的に機関紙を送りつけていたことがあり、そういう意味では機関紙活動を重視していたとも言える。1990年代に入ってからは、『アカハタ』は年一回の刊行となっていたが、現在ではまったく刊行されておらず、日本人民戦線の機関紙『人民戦線の旗の下に』のみが刊行されている。

## 組織
- 前議長：大武礼一郎（2019年死去）
- 現議長：平岡恵子
- 日本共産党（行動派）議長：森久
- 所在地：東京都江東区猿江2丁目16番地23号 ダイアパレス猿江恩賜公園1410号（個人宅）